# Schwedische Badminton-Seniorenmeisterschaft
Die Schwedische Badminton-Seniorenmeisterschaften werden seit der Saison 1936/1937 ausgetragen.

## Titelträger der O35
| Saison    | Herreneinzel                              | Dameneinzel                                | Herrendoppel                                                                      | Damendoppel                                                                   | Mixed                                                                          |
| --------- | ----------------------------------------- | ------------------------------------------ | --------------------------------------------------------------------------------- | ----------------------------------------------------------------------------- | ------------------------------------------------------------------------------ |
| 1936/1937 | Fabian Björck (Malmö BK)                  | nicht ausgetragen                          | Adolf Andersson (Malmö BK) Eric Berg (Malmö BK)                                   | nicht ausgetragen                                                             | nicht ausgetragen                                                              |
| 1937/1938 | Anton Sonnerup (Malmö BK)                 | nicht ausgetragen                          | Thorsten Mohlin (Brandkåren Stockholm) Nils Svensson (Brandkåren Stockholm)       | nicht ausgetragen                                                             | nicht ausgetragen                                                              |
| 1938/1939 | Martin Flamstad (Malmö BK)                | nicht ausgetragen                          | Martin Flamstad (BK 33 Malmö) Harald Fredén (BK 33 Malmö)                         | nicht ausgetragen                                                             | nicht ausgetragen                                                              |
| 1939/1940 | Martin Flamstad (BK 33 Malmö)             | nicht ausgetragen                          | Martin Flamstad (BK 33 Malmö) Harald Fredén (BK 33 Malmö)                         | nicht ausgetragen                                                             | nicht ausgetragen                                                              |
| 1940/1941 | Bertil Ostwald (Försäkringen)             | nicht ausgetragen                          | Olof Persson (Göteborgs BK) Gösta Sandström (Göteborgs BK)                        | nicht ausgetragen                                                             | nicht ausgetragen                                                              |
| 1941/1942 | Olof Persson (Göteborgs BK)               | nicht ausgetragen                          | Gösta Berglund (Flottan) Bertil Ostwald (Stockholm)                               | nicht ausgetragen                                                             | nicht ausgetragen                                                              |
| 1942/1943 | Olof Persson (Göteborgs BK)               | nicht ausgetragen                          | Olof Persson (Göteborgs BK) Gösta Sandström (Göteborgs BK)                        | nicht ausgetragen                                                             | Martin Flamstad (BK 33 Malmö) Berta Fredén (BK 33 Malmö)                       |
| 1943/1944 | Gösta Olsson (BK 33 Malmö)                | Karin Sundström (BK Eken)                  | Edvin Malmborg (BK Fjäderbollen) Bertil Ostwald (BK Fjäderbollen)                 | Berta Fredén (BK 33 Malmö) Märtha Sköld (Stockholms Badmintonklubb)           | Bertil Ostwald (BK Fjäderbollen) Märtha Sköld (Stockholms Badmintonklubb)      |
| 1944/1945 | Gösta Olsson (BK 33 Malmö)                | Karin Sundström (BK Eken)                  | Martin Flamstad (BK 33 Malmö) Gösta Olsson (BK 33 Malmö)                          |                                                                               |                                                                                |
| 1945/1946 | Gösta Olsson (BK 33 Malmö)                | Märtha Sköld (Stockholms Badmintonklubb)   | Martin Flamstad (BK 33 Malmö) Gösta Olsson (BK 33 Malmö)                          | nicht ausgetragen                                                             | Olof Persson (Göteborgs BK) Märtha Sköld (Stockholms Badmintonklubb)           |
| 1946/1947 | Sture Ericsson (BK Eken)                  | Märtha Sköld (Stockholms Badmintonklubb)   | Sture Ericsson (BK Eken) Olof Persson (Göteborgs BK)                              | nicht ausgetragen                                                             | Olof Persson (Göteborgs BK) Märtha Sköld (Stockholms Badmintonklubb)           |
| 1947/1948 | Sture Ericsson (BK Eken)                  | Zentha Carvenius (Landskrona)              | Sture Ericsson (BK Eken) Olof Persson (Göteborgs BK)                              | Zentha Carvenius (Landskrona) Anna-Liv Fritze (BK 33 Malmö)                   | Sture Ericsson (BK Eken) Ruth Otter (BK Eken)                                  |
| 1948/1949 | Sture Ericsson (BK Eken)                  | Zentha Carvenius (Landskrona)              | Gunnar Karyd (Malmö FF) Thore Sjögren (Malmö FF)                                  | Zentha Carvenius (Landskrona) Anna-Liv Fritze (BK 33 Malmö)                   | Bror Nilsson (BK Smash) Ethel Hall (Malmö SJIF)                                |
| 1949/1950 | Bror Nilsson (BK Smash)                   | Thyra Hedvall (Stockholms Badmintonklubb)  | Gunnar Karyd (Malmö FF) Thore Sjögren (Malmö FF)                                  | nicht ausgetragen                                                             | Bele Nordin (ÖIS) Karin Sundström (BK Eken)                                    |
| 1950/1951 | Sture Ericsson (BK Eken)                  | nicht ausgetragen                          | Bele Nordin (ÖIS) Olof Persson (Göteborgs BK)                                     | Anna-Liv Fritze (Malmö FF) Clara Lindvall (Malmö FF)                          | Bror Nilsson (BK Smash) Ethel Hall (Malmö SJIF)                                |
| 1951/1952 | Sigvard Husberg (Göteborgs BK)            | Thyra Hedvall (Stockholms Badmintonklubb)  | Gunnar Karyd (Malmö FF) Thore Sjögren (Malmö FF)                                  | Zentha Carvenius (Malmö FF) Marta Holmberg (Malmö FF)                         | Sigvard Husberg (Göteborgs BK) Calla Hagström (Göteborgs BK)                   |
| 1952/1953 | Sture Ericsson (BK Eken)                  | Thyra Hedvall (Stockholms Badmintonklubb)  | Harry Börjesson (Göteborgs BK) Sigvard Husberg (Göteborgs BK)                     | Zentha Carvenius (Malmö FF) Marta Holmberg (Malmö FF)                         | Harry Börjesson (Göteborgs BK) Ethel Börjesson (Göteborgs BK)                  |
| 1953/1954 | Sture Ericsson (BK Eken)                  | Amy Pettersson (Malmö AI)                  | Sture Ericsson (IFK Lidingö) Gösta Kjellberg (Stockholms Badmintonklubb)          | Signe Håkansson (Malmö FF) Clara Lindvall (Malmö FF)                          | Sture Ericsson (IFK Lidingö) Thyra Hedvall (Stockholms Badmintonklubb)         |
| 1954/1955 | Sture Ericsson (BK Eken)                  | Amy Pettersson (Malmö AI)                  | Harry Börjesson (Göteborgs BK) Sigvard Husberg (Göteborgs BK)                     | Thyra Hedvall (Stockholms Badmintonklubb) Carin Ternström (BK Fjäderbollen)   | Bror Nilsson (BK Smash) Zentha Carvenius (Malmö FF)                            |
| 1955/1956 | Frank Österberg (Borås BK)                | Britta Matsson (Göteborgs BK)              | Harry Börjesson (Göteborgs BK) Sigvard Husberg (Göteborgs BK)                     | Signe Håkansson (Malmö FF) Marta Holmström (Malmö FF)                         | Sture Ericsson (IFK Lidingö) Thyra Hedvall (Stockholms Badmintonklubb)         |
| 1956/1957 | Bertil Jönsson (Malmö FF)                 | Amy Pettersson (Malmö AI)                  | Sture Ericsson (IFK Lidingö) Bertil Jönsson (Malmö FF)                            | Elsy Killick (Malmö AI) Amy Pettersson (Malmö AI)                             | Bertil Jönsson (Malmö FF) Signe Håkansson (Malmö FF)                           |
| 1957/1958 | Bert Berndtsson (BK Vingen)               | Ebba Nilsson (Ystads BK)                   | Bertil Jönsson (Malmö FF) Hugo Sjöberg (Malmö FF)                                 | Elsy Killick (Malmö AI) Amy Pettersson (Malmö AI)                             | Sture Ericsson (IFK Lidingö) Thyra Hedvall (Stockholms Badmintonklubb)         |
| 1958/1959 | Bert Berndtsson (BK Vingen)               | Ebba Nilsson (Ystads BK)                   | Bertil Jönsson (Malmö FF) Hugo Sjöberg (Malmö FF)                                 | Elsy Killick (Malmö AI) Amy Pettersson (Malmö AI)                             | Bertil Jönsson (Malmö FF) Signe Håkansson (Malmö FF)                           |
| 1959/1960 | Bror Carlsson (Göteborgs BK)              | Anne-Marie Magnusson (IFK Lidingö)         | Bertil Jönsson (Malmö FF) Hugo Sjöberg (Malmö FF)                                 | Thyra Hedvall (Stockholms Badmintonklubb) Ann-Marie Magnusson (IFK Lidingö)   | Bror Carlsson (Göteborgs BK) Britta Mattson (Göteborgs BK)                     |
| 1960/1961 | Jack Broberg (IFK Lidingö)                | Anne-Marie Magnusson (IFK Lidingö)         | Bertil Jönsson (Malmö FF) Hugo Sjöberg (Malmö FF)                                 | Margareta Blomqvist (BK Fjäderbollen) Carin Ternström (BK Fjäderbollen)       | Jack Broberg (IFK Lidingö) Maritha Gustafsson (IFK Lidingö)                    |
| 1961/1962 | Bror Carlsson (Göteborgs BK)              | Britta Matsson (Göteborgs BK)              | Bertil Jönsson (Malmö FF) Hugo Sjöberg (Malmö FF)                                 | Thyra Hedvall (Stockholms Badmintonklubb) Britta Mattson (Göteborgs BK)       | Jack Broberg (IFK Lidingö) Maritha Gustafsson (IFK Lidingö)                    |
| 1962/1963 | Jack Broberg (IFK Lidingö)                | Inger Nilsson (Malmö FF)                   | Nils Jonson (AIK Solna) Stellan Mohlin (AIK Solna)                                | Elsy Killick (Malmö AI) Inger Nilsson (Malmö FF)                              | Stellan Mohlin (AIK Solna) Bodil Sterner (Blackeberg)                          |
| 1963/1964 | Knut Malmgren (Malmö AI)                  | Ulla-Britt Lagerström (Göteborgs BK)       | Nils Jonson Stellan Mohlin (AIK Solna)                                            | Ulla-Britt Lagerström (Göteborgs BK) Britta Mattson (Göteborgs BK)            | Stellan Mohlin (AIK Solna) Bodil Sterner (Blackeberg)                          |
| 1964/1965 | Knut Malmgren (Malmö AI)                  | Ulla-Britt Lagerström (Göteborgs BK)       | Nils Jonson (AIK Solna) Stellan Mohlin (AIK Solna)                                | Anne-Marie Magnusson (IFK Lidingö) Inger Nilsson (Malmö FF)                   | Knut Malmgren (Malmö AI) Elsy Killick (Malmö AI)                               |
| 1965/1966 | Jack Broberg (IFK Lidingö)                | Anne-Marie Magnusson (IFK Lidingö)         | Nils Jonson (AIK Solna) Stellan Mohlin (AIK Solna)                                | Anne-Marie Magnusson (IFK Lidingö) Inger Nilsson (Malmö FF)                   | Knut Malmgren (Malmö AI) Elsy Killick (Malmö AI)                               |
| 1966/1967 | Bertil Glans (Halmstads BMK)              | Ulla-Britt Lagerström (Göteborgs BK)       | Inge Blomberg (Malmö AI) Knut Malmgren (Malmö AI)                                 | Ulla-Britt Lagerström (Göteborgs BK) Britta Mattson (Göteborgs BK)            | Bertil Glans (Halmstads BMK) Anne-Marie Magnusson (IFK Lidingö)                |
| 1967/1968 | Bertil Glans (Halmstads BMK)              | Anne-Marie Magnusson (IFK Lidingö)         | Inge Blomberg (Malmö AI) Knut Malmgren (Malmö AI)                                 | Anne-Marie Magnusson (IFK Lidingö) Ingrid Persson (Stockholms Badmintonklubb) | Kjell Persson (BMK Aura) Ingrid Persson (IFK Lidingö)                          |
| 1968/1969 | Berndt Dahlberg (Malmö AI)                | Ulla-Britt Lagerström (Göteborgs BK)       | Kjell Persson (BMK Aura) Stig Österberg (Göteborgs BK)                            | Ulla-Britt Lagerström (Göteborgs BK) Britta Mattson (Göteborgs BK)            | Berndt Dahlberg (Malmö AI) Ingrid Persson (Stockholms Badmintonklubb)          |
| 1969/1970 | Berndt Dahlberg (Malmö AI)                | Ulla-Britt Lagerström (Göteborgs BK)       | Berndt Dahlberg (Malmö AI) Bertil Glans (Halmstads BMK)                           | Elsie Eriksson (Stockholms Badmintonklubb) Anne-Marie Magnusson (IFK Lidingö) | Berndt Dahlberg (Malmö AI) Ingrid Persson (Spårvägen)                          |
| 1970/1971 | Berndt Dahlberg (Malmö AI)                | Ulla-Britt Lagerström (Göteborgs BK)       | Berndt Dahlberg (Malmö AI) Bertil Glans (Halmstads BMK)                           | Elsie Eriksson (Stockholms Badmintonklubb) Anne-Marie Magnusson (IFK Lidingö) | Berndt Dahlberg (Malmö AI) Ingrid Persson (Spårvägen)                          |
| 1971/1972 | Berndt Dahlberg (Malmö AI)                | Ulla-Britt Lagerström (Göteborgs BK)       | Berndt Dahlberg (Malmö AI) Bertil Glans (Halmstads BMK)                           | Ulla-Britt Lagerström (Göteborgs BK) Britta Mattson (Göteborgs BK)            | Berndt Dahlberg (Malmö AI) Ingrid Persson (Spårvägen)                          |
| 1972/1973 | Berndt Dahlberg (Malmö AI)                | Elsie Eriksson (Stockholms Badmintonklubb) | Berndt Dahlberg (Malmö AI) Bertil Glans (Halmstads BMK)                           | Elsie Eriksson (Stockholms Badmintonklubb) Anne-Marie Magnusson (IFK Lidingö) | Berndt Dahlberg (Malmö AI) Ingrid Persson (Södertälje BK)                      |
| 1973/1974 | Stig Österberg (IK Wega)                  | Siv Ingvarsson (BK Carlskrona)             | Berndt Dahlberg (Malmö AI) Bertil Glans (Halmstads BMK)                           | Elsie Eriksson (Stockholms Badmintonklubb) Anne-Marie Magnusson (IFK Lidingö) | Berndt Dahlberg (Malmö AI) Ingrid Persson (Södertälje BK)                      |
| 1974/1975 | Stig Österberg (IK Wega)                  | Gittan Nyberg (Åby BMK)                    | Bengt-Ove Berntsson (IK Wega) Stig Österberg (IK Wega)                            | Siv Ingvarsson (BK Carlskrona) Gittan Nyberg (Åby BMK)                        | Åke Berglund (IFK Lidingö) Anne-Marie Magnusson (IFK Lidingö)                  |
| 1975/1976 | Göran Wahlqvist (BK Carlskrona)           | Siv Ingvarsson (BK Carlskrona)             | Berndt Dahlberg (Malmö FF-MAI) Göran Wahlqvist (BK Carlskrona)                    | Birgit Hansson (BMK Smash) Anita Torstensson (BMK Smash)                      | Göran Wahlqvist (BK Carlskrona) Anita Torstensson (Malmö BK)                   |
| 1976/1977 | Göran Wahlqvist (BK Carlskrona)           | Birgit Hansson (BK Smash)                  | Bertil Lindgren (BK Aristo) Göran Wahlqvist (BK Carlskrona)                       | Birgit Hansson (BMK Smash) Anita Torstensson (BMK Smash)                      | Göran Wahlqvist (BK Carlskrona) Anita Torstensson (Malmö BK)                   |
| 1977/1978 | Bertil Lindgren (BK Aristo)               | Gittan Nyberg (Åby BMK)                    | Berndt Dahlberg (Eslöv) Göran Wahlqvist (BK Carlskrona)                           | Birgit Hansson (BMK Smash) Anita Torstensson (BMK Smash)                      | Göran Wahlqvist (BK Carlskrona) Anita Torstensson (Malmö BK)                   |
| 1978/1979 | Kurt Johnsson (Västra Frölunda BMK)       | Eva Stuart (Malmö AI)                      | Åke Berglund (Sydväst) Kurt Eriksson (Stockholms Badmintonklubb)                  | Ann-Marie Prahl (Malmö AI) Eva Stuart (Malmö AI)                              | Bo Nilsson (BK Aristo) Eva Stuart (Malmö AI)                                   |
| 1979/1980 | Kurt Johnsson (Västra Frölunda BMK)       | Eva Stuart (GAK Enighet)                   | Bertil Lindgren (GAK Enighet) Willy Lund (GAK Enighet)                            | Lise Blomqvist (GAK Enighet) Eva Stuart (GAK Enighet)                         | Willy Lund (GAK Enighet) Eva Stuart (GAK Enighet)                              |
| 1980/1981 | Kurt Johnsson (Västra Frölunda BMK)       | Eva Stuart (GAK Enighet)                   | Bengt-Göran Bengtsson (BK Falkenberg) Hans Olsson (BK Falkenberg)                 | Berit Ek (GAK Enighet) Eva Stuart (GAK Enighet)                               | Bertil Lindgren (GAK Enighet) Eva Stuart (GAK Enighet)                         |
| 1981/1982 | Kurt Johnsson (Västra Frölunda BMK)       | Eva Stuart (GAK Enighet)                   | Bengt-Göran Bengtsson (BK Falkenberg) Hans Olsson (BK Falkenberg)                 | Carin Palmér (Varberg) Eva Stuart (GAK Enighet)                               | Bertil Lindgren (GAK Enighet) Eva Stuart (GAK Enighet)                         |
| 1982/1983 | Kurt Johnsson (Göteborgs BK)              | Eva Stuart (GAK Enighet)                   | Gert Nordquist (Svedala) Benny Wihlborg (Bjärred)                                 | Carin Palmér (Varberg) Eva Stuart (GAK Enighet)                               | Bertil Lindgren (GAK Enighet) Eva Stuart (GAK Enighet)                         |
| 1983/1984 | Kurt Johnsson (Spårvägen)                 | Eva Stuart (GAK Enighet)                   | Göran Arvell (BK Falkenberg) Jan Larsson (Malmö BK)                               | Kerstin Andersson (Malmö BK) Anita Torstensson (Malmö BK)                     | Jan Larsson (Malmö BK) Anita Torstensson (Malmö BK)                            |
| 1984/1985 | Tommy Theorin (Enighet)                   | Eva Stuart (GAK Enighet)                   | Jan Larsson Gert Nordquist (Malmö BK)                                             | Christina Nordqvist (Malmö BK) Eva Stuart (GAK Enighet)                       | Tommy Theorin (GAK Enighet) Eva Stuart (GAK Enighet)                           |
| 1985/1986 | Gösta Söderqvist (BK Komet)               | Jytte Eriksen (Nyköping)                   | Jan Larsson (Malmö BK) Gert Nordquist (Malmö BK)                                  | Kerstin Andersson (Malmö BK) Anita Torstensson (Malmö BK)                     | Bertil Lindgren (Malmö BK) Anita Torstensson (Malmö BK)                        |
| 1986/1987 | Bernt Reinholdsson (Borås)                | Liselotte Wengberg (LUGI)                  | Bertil Lindgren (GAK Enighet) Gert Perneklo (GAK Enighet)                         | Jytte Eriksen (Nyköping) Kerstin Scherdin (BK Falkenberg)                     | Bo Wengberg (LUGI) Liselotte Wengberg (LUGI)                                   |
| 1987/1988 | Bernt Reinholdsson (Borås)                | Liselotte Wengberg (LUGI)                  | Göran Boström (IFK Lidingö) Tommy Karlsson (Matfors)                              | Jytte Eriksen (Nyköping) Kerstin Scherdin (BK Falkenberg)                     | Göran Boström (IFK Lidingö) Kathryn Gärtner (IFK Lidingö)                      |
| 1988/1989 | Bernt Reinholdsson (Borås)                | Birgitta Kärvestad (BK Fjäderbollen)       | Göran Boström (IFK Lidingö) Bengt Fröman (IFK Lidingö)                            | Kathryn Gärtner (IFK Lidingö) Carina Kruseborn (IFK Lidingö)                  | Sven-Ove Kellermalm (Returen) Ingrid Wikström (Malmö BK)                       |
| 1989/1990 | Håkan Larsson (Ljungby BMK)               | Liselotte Wengberg (LUGI)                  | Bo Wengberg (LUGI) Lars Wengberg (BMK Aura)                                       | Kathryn Gärtner (IFK Lidingö) Carina Kruseborn (IFK Lidingö)                  | Sven-Ove Kellermalm (Returen) Ingrid Wikström (Malmö BK)                       |
| 1990/1991 | Håkan Larsson (Ljungby BMK)               | Liselotte Wengberg (LUGI)                  | Bo Wengberg (LUGI) Lars Wengberg (BMK Aura)                                       | Gunnel Bengtsson (Sugiyama BK) Ewa Carlander (Göteborgs BK)                   | Gert Perneklo (Malmö BK) Ewa Carlander (Göteborgs BK)                          |
| 1991/1992 | Håkan Larsson (Ljungby BMK)               | Britt Marie Gavell (Södertälje)            | Sven-Ove Kellermalm (Returen) Björn Pettersson (Spårvägen)                        | Birgitta Kärvestad (Väsby BK) Ingrid Wikström (Malmö BK)                      | Göran Boström (IFK Lidingö) Kathryn Gärtner (IFK Lidingö)                      |
| 1992/1993 | Håkan Larsson (Ljungby BMK)               | Liselotte Wengberg (LUGI)                  | Stefan Mellgård (BMK Aura) Lars Wengberg (BMK Aura)                               | Gunnel Bengtsson (Sugiyama BK) Ewa Carlander (Göteborgs BK)                   | Peter Brandt (Botkyrka GoIF) Gunnel Bengtsson (Sugiyama BK)                    |
| 1993/1994 | Håkan Larsson (Ljungby BMK)               | Liselotte Wengberg (LUGI)                  | Thomas Angarth (Täby BMF) Per Bendix (Täby BMF)                                   | Kathryn Gärtner (IFK Lidingö) Carina Kruseborn (IFK Lidingö)                  | Peter Brandt (Botkyrka GoIF) Gunnel Bengtsson (Göteborgs BK)                   |
| 1994/1995 | Jan Svensson (Ljungby BMK)                | Anette Börjesson (Göteborgs BK)            | Stefan Mellgård (BMK Aura) Torbjörn Pettersson (BMK Aura)                         | Gunnel Bengtsson (Ullevi) Ewa Carlander (Askim)                               | Peter Brandt (Spårvägen) Gunnel Bengtsson (Ullevi)                             |
| 1995/1996 | Håkan Larsson (Ljungby BMK)               | Kerstin Kristoffersson (Vallhamra)         | Hans Duvinger (Varberg) Magnus Ericsson (BK Falkenberg)                           | Mia Fahlström (IFK Umeå) Kerstin Kristoffersson (Vallhamra)                   | Jörgen Moberg (Öresten) Anna Carin Freding (Öresten)                           |
| 1996/1997 | Jan-Eric Antonsson (BK Carlskrona)        | Kerstin Kristoffersson (Vallhamra)         | Klas-Gunnar Jönsson (Västra Frölunda BMK) Bengt Mellqvist (Västra Frölunda BMK)   | Anette Börjesson (Göteborgs BK) Gunnel Bengtsson (Ullevi)                     | Jörgen Moberg (Öresten) Anna Carin Freding (Öresten)                           |
| 1997/1998 | Klas-Gunnar Jönsson (Västra Frölunda BMK) | Anette Börjesson (Göteborgs BK)            | Klas-Gunnar Jönsson (Västra Frölunda BMK) Bengt Mellqvist (Västra Frölunda BMK)   | nicht ausgetragen                                                             | Bengt Mellquist (Västra Frölunda BMK) Gunnel Bengtsson (Ullevi)                |
| 1998/1999 | Jan-Eric Antonsson (BK Carlskrona)        | Irene Börjesson (Vallhamra)                | Peter Brandt (Täby BMF) Mats Fagerström (Täby BMF)                                | Irene Börjesson (Vallhamra) Kerstin Kristoffersson (Vallhamra)                | Jan-Eric Antonsson (BK Carlskrona) Anita Hill-Lennartsson (BK Carlskrona)      |
| 1999/2000 | Jens Olsson (Västra Frölunda BMK)         | Irene Börjesson (Valhamra)                 | Manfred Mellqvist (Västra Frölunda BMK) Klas-Gunnar Jönsson (Västra Frölunda BMK) | Irene Börjesson (Vallhamra) Kerstin Kristoffersson (Vallhamra)                | Hans Duvinger (Varberg) Irene Börjesson (Vallhamra)                            |
| 2000/2001 | Niclas Rosengren (Halmstad BMK)           | Lillian Druve (Göteborgs BK)               | Manfred Mellqvist (Västra Frölunda BMK) Klas-Gunnar Jönsson (Västra Frölunda BMK) | Katarina Lindberg (BK Returen) Lillian Druve (Göteborgs BK)                   | Håkan Johansson (Partille BMK) Lillian Druve (Göteborgs BK)                    |
| 2001/2002 | Niclas Rosengren (Halmstad BMK)           | Catharina Jording (Åby BMK)                | Stefan Sjöö (Uppsala KFUM) Erik Söderberg (Uppsala KFUM)                          | Jeanette Sandström (Ullevi) Kerstin Kristoffersson (Vallhamra)                | Jörgen Franck (Åby BMK) Catharina Jording (Åby BMK)                            |
| 2002/2003 | Stefan Sjöö (Uppsala BMS)                 | Maria Lindeberg (Tyresö BK)                | Stefan Sjöö (Uppsala BMS) Erik Söderberg (Uppsala BMS)                            | nicht ausgetragen                                                             | Rikard Rönnblom (Uppsala BMS) Ulrika Gideonsson (Uppsala BMS)                  |
| 2003/2004 | Patrick Mared (Halmstads BMK)             | Doris Levin (BMK65 Älmhult)                | Mats Fagerström (Täby BMF) Paul Ottosson (Täby BMF)                               | Jeanette Sandström (IK Wega) Kerstin Kristoffersson (Ullevi BMK)              | nicht ausgetragen                                                              |
| 2004/2005 | Stefan Edvardsson (Skogås BK)             | Tanja Karlsson (BMK65 Älmhult)             | Stefan Sjöö (Uppsala BMS) Erik Söderberg (Uppsala BMS)                            | Tanja Karlsson (BK65 Älmhult) Doris Levin (BK65 Älmhult)                      | Erik Söderberg (Uppsala BMS) Mia Fahlström (BMK Wätterstad)                    |
| 2005/2006 | Stefan Edvardsson (Skogås BK)             | Jeanette Kuhl (Täby BMF)                   | Milan Duvsund (Åby BMK) Anders Fischer (Åby BMK)                                  | Jeanette Sandström (IK Wega) Kerstin Kristoffersson (IK Wega)                 | Paul Ottosson (Täby BMF) Jeanette Kuhl (Täby BMF)                              |
| 2006/2007 | Stefan Edvardsson (Skogås BK)             | Jeanette Kuhl (Täby BMF)                   | Daniel Lind (Komback Badminton) Mikael Nilsson (Komback Badminton)                | Marina Kårström (BMK Södermalm) Jeanette Kuhl (Täby BMF)                      | Per Thörnkvist (LUGI) Tanja Karlsson (BMK65 Älmhult)                           |
| 2007/2008 | Stefan Edvardsson (Skogås BK)             | Jeanette Kuhl (Täby BMF)                   | Stefan Edvardsson (Skogås BK) Joacim Fellenius (Skogås BK)                        | Jeanette Kuhl (Täby BMF) Tanja Karlsson (BMK65 Älmhult)                       | Joacim Fellenius (Skogås BK) Jeanette Kuhl (Täby BMF)                          |
| 2008/2009 | Ulf Svensson (Komback Badminton)          | Ingela Clarstedt (Komback Badminton)       | Jonas Karlsson (BK Carlskrona) Martin Blom (BK Carlskrona)                        | Terese Caldeström (Södertälje) Helene Floberg (Uppsala Vintage)               | Erik Söderberg (Uppsala KFUM) Helene Floberg (Uppsala Vintage)                 |
| 2009/2010 | Martin Hagberg (BMK Aura)                 | Ingela Clarstedt (Komback Badminton)       | Erik Sjöstedt (BMK Aura) Martin Hagberg (BMK Aura)                                | Helene Flobereg (Uppsala Vintage) Jeanette Kuhl (Täby BMF)                    | Erik Söderberg (Uppsala KFUM) Helene Floberg (Uppsala Vintage)                 |
| 2010/2011 | Ulf Svensson (Komback Badminton)          | Ulla Jark (Borlänge BMK)                   | Jonas Andersson (Tranås BMK) Ulf Svensson (BK Komet)                              | Helene Floberg (Uppsala Vintage) Ulrika Hellman (Uppsala Vintage)             | Erik Söderberg (Uppsala Vintage) Helene Floberg (Uppsala KFUM Uppsala Vintage) |
| 2011/2012 | Fredrik Bohlin (Skogås BK)                | Lina Lindholm (Spårvägens GoIF)            | Johan Clausen Henrik Wiberg (Lidingö)                                             | Linda Hinders (Borlänge BMK) Sara Renström (Borlänge BMK)                     | Johan Clausen (Spårvägens GoIF) Lina Lindholm (Spårvägens GoIF)                |
| 2012/2013 | Magnus Wedin                              | Sara Renström                              | Johan Clausén Pierre Åhling                                                       | Marina Kårström Lina Lindholm                                                 | Johan Clausén Lina Lindholm                                                    |
| 2013/2014 | Fredrik du Hane                           | Lina Lindholm                              | Fredrik du Hane Jörgen Olsson                                                     | Terese Caldeström Marie Le Caranta                                            | Joacim Fellenius Sara Renström                                                 |
| 2014/2015 | Marcus Jansson                            | Katja Wengberg                             | Pierre Åhling Marcus Jansson                                                      | Annelie Häggmann Linda Häggman                                                | Jörgen Olsson Sunniva Aminoff                                                  |
| 2015/2016 | Oskar Johannesson                         | Katja Wengberg                             | Erik Bojesson Jörgen Olsson                                                       | Wendy Fredriksson Katja Wengberg                                              | Erik Bojesson Linda Häggman                                                    |
| 2016/2017 | Mattias Löfgren                           | Cecilia Närfors                            | Björn Karlsson Mattias Löfgren                                                    | Wendy Fredriksson Jenny Kruseborn                                             | Björn Sidfalk Jenny Kruseborn                                                  |
| 2017/2018 | Marcus Jansson                            | Katja Wengberg                             | Erik Bojesson Jörgen Olsson                                                       | Jenny Kruseborn Cecilia Närfors                                               | Björn Karlsson Wendy Fredriksson                                               |
| 2018/2019 | Dennis von Dahn                           | Cecilia Närfors                            | Tomas Ahlgren Björn Sidfalk                                                       | Jenny Kruseborn Cecilia Närfors                                               | Dennis von Dahn Elin Bergblom                                                  |
| 2019/2020 | nicht ausgetragen                         | nicht ausgetragen                          | nicht ausgetragen                                                                 | nicht ausgetragen                                                             | nicht ausgetragen                                                              |
| 2020/2021 | Dennis von Dahn                           | nicht ausgetragen                          | Oskar Lundqvist Patrik Semelius                                                   | nicht ausgetragen                                                             | Dennis von Dahn Behnaz Pirzamanbein                                            |
| 2021/2022 | Dennis von Dahn                           | Hanna Olsson                               | Jan-Eric Antonsson Dennis von Dahn                                                | Vania Da Silva Sandström Hanna Olsson                                         | Dennis von Dahn Katja Wengberg                                                 |
| 2022/2023 | Mattias Wigardt                           | Jennie Carlsson                            | Mattias Wigardt Tomas Ahlgren                                                     | Mehrnaz Amanat Bari Jenny Kruseborn                                           | Dennis von Dahn Jennie Carlsson                                                |
| 2023/2024 | Gabriel Ulldahl                           | Jennie Carlsson                            | Mattias Wigardt Gabriel Ulldahl                                                   | Mehrnaz Amanat Bari Jenny Kruseborn                                           | Gabriel Ulldahl Jennie Carlsson                                                |

## Titelträger der O40
| Saison    | Herreneinzel                              | Dameneinzel                                  | Herrendoppel                                                         | Damendoppel                                                  | Mixed                                                         |
| --------- | ----------------------------------------- | -------------------------------------------- | -------------------------------------------------------------------- | ------------------------------------------------------------ | ------------------------------------------------------------- |
| 1999/2000 | Peter Brandt (Täby BMF)                   | nicht ausgetragen                            | Hans Duvinger (Varberg) Magnus Ericson (BK Falkenberg)               | nicht ausgetragen                                            | Sören Molin (IFK Lidingö) Lotten Wengberg (LUGI)              |
| 2000/2001 | Peter Brandt (Täby BMF)                   | Marie Lundquist (Föreningen Borås Badminton) | Hans Duvinger (Varberg) Magnus Ericsson (BK Falkenberg)              | nicht ausgetragen                                            | Hans Duvinger (Varberg) Marie Lundquist (Borås Badminton)     |
| 2001/2002 | Klas-Gunnar Jönsson (Västra Frölunda BMK) | nicht ausgetragen                            | Hans Duvinger (Varberg) Magnus Ericson (BK Falkenberg)               | nicht ausgetragen                                            | nicht ausgetragen                                             |
| 2002/2003 | Stefan Strömberg (Vallhamra)              | nicht ausgetragen                            | Johan Lennartsson (BK Carlskrona) Jan-Eric Antonsson (BK Carlskrona) | Jeanette Sandström (IK Wega) Kerstin Kristoffersson (Ullevi) | Hans Duvinger (Varberg) Marie Lundquist (Borås)               |
| 2003/2004 | Mats Fagerström (Täby BMF)                | nicht ausgetragen                            | Benny Eklund (Skogås BK) Lars-Göran Tengström (Skogås BK)            | nicht ausgetragen                                            | Hans Duvinger (Varberg) Jeanette Sandström (IK Wega)          |
| 2004/2005 | Stefan Sjöö (Uppsala BMS)                 | Jeanette Sandström (IK Wega)                 | Lars-Göran Tengström (Skogås BK) Peter Brandt (Spårvägen)            | nicht ausgetragen                                            | Lars-Göran Tengström (Skogås BK) Jeanette Sandström (IK Wega) |
| 2005/2006 | Stefan Sjöö (Uppsala BMS)                 | nicht ausgetragen                            | Stefan Sjöö (Uppsala BMS) Erik Söderberg (Uppsala BMS)               | nicht ausgetragen                                            | nicht ausgetragen                                             |
| 2006/2007 | Stefan Sjöö (Uppsala KFUM)                | nicht ausgetragen                            | Stefan Sjöö (Uppsala KFUM) Erik Söderberg (Uppsala KFUM)             | nicht ausgetragen                                            | Paul Ottosson (Täby BMF) Jeanette Kuhl (Täby BMF)             |
| 2007/2008 | Milan Duvsund (Vallhamra)                 | nicht ausgetragen                            | Stefan Sjöö (Uppsala KFUM) Erik Söderberg (Uppsala KFUM)             | nicht ausgetragen                                            | Michel Bachtiar (Komback) Annika Ferlin (Komback)             |
| 2008/2009 | Magnus Gustavsson                         | nicht ausgetragen                            | Stefan Sjöö Erik Söderberg                                           | nicht ausgetragen                                            | Per Törnqvist Tanja Karlsson                                  |
| 2009/2010 | Stefan Edvardsson                         | Marina Kårström                              | Joakim Nordgren Milan Duvsund                                        | Anki Gunners Tanja Karlsson                                  | Stefan Edvardsson Jeanette Kuhl                               |
| 2010/2011 | Magnus Gustavsson                         | Marina Kårström                              | Joakim Nordgren Milan Duvsund                                        | Anki Gunners Tanja Karlsson                                  | Mats Gustafsson Ulrika Hellman                                |
| 2011/2012 | Ulf Svensson                              | Marina Kårström                              | Joakim Nordgren Milan Duvsund                                        | Anki Gunners Tanja Karlsson                                  | Stefan Edvardsson Tanja Karlsson                              |
| 2012/2013 | Ulf Svensson                              | Helene Floberg                               | Stefan Edvardsson Joacim Fellenius                                   | Helene Floberg Ulrika Hellman                                | Stefan Edvardsson Tanja Karlsson                              |
| 2013/2014 | Stefan Edvardsson                         | Helen Floberg                                | Stefan Edvardsson Joacim Fellenius                                   | Mikael Nilsson Ingela Clarstedt                              | Mikael Nilsson Ingela Clarstedt                               |
| 2014/2015 | Martin Hagberg                            | Nilofar Mosavar Rahmani                      | Martin Hagberg Eric Sjöstedt                                         | Ingela Clarstedt Astrid Crabo                                | Eric Sjöstedt Nilofar Mosavar Rahmani                         |
| 2015/2016 | Ulf Svensson                              | Fia Strömgren                                | Pierre Åhling Christofer Wiklander                                   | Dora Harfman Bromée Åsa Strindlund                           | Mikael Nilsson Dora Harfman Bromée                            |
| 2016/2017 | Fredrik Du Hane                           | Fia Strömgren                                | Johan Clausén Fredrik Du Hane                                        | Dora Harfman Bromée Fia Strömgren                            | Eric Sjöstedt Niloofar Mosavar Rahmani                        |
| 2017/2018 | Fredrik Du Hane                           | Dora Harfman Bromée                          | Fredrik Du Hane Björn Sidfalk                                        | Marie Le Caranta Eva Widberg                                 | Björn Sidfalk Dora Harfman Bromée                             |
| 2018/2019 | Fredrik Du Hane                           | Katja Wengberg                               | Pierre Åhling Mikael Nilsson                                         | Linda Hinders Sara Rehnström                                 | Stefan Edvardsson Katja Wengberg                              |
| 2019/2020 | nicht ausgetragen                         | nicht ausgetragen                            | nicht ausgetragen                                                    | nicht ausgetragen                                            | nicht ausgetragen                                             |
| 2020/2021 | Fredrik Du Hane                           | Katja Wengberg                               | Marcus Jansson Björn Sidfalk                                         | Anki Gunners Ausriné Sundell                                 | Björn Sidfalk Dora Harfman Bromée                             |
| 2021/2022 | Marcus Jansson                            | Katja Wengberg                               | Marcus Jansson Tony Bäckström                                        | Jenny Kruseborn Katja Wengberg                               | Per Sundeck Wendy Fredriksson                                 |
| 2022/2023 | Marcus Jansson                            | Jenny Kruseborn                              | Marcus Jansson Morgan Karlsson                                       | Wendy Fredriksson Anna Stenmark                              | Per Sundeck Wendy Fredriksson                                 |
| 2023/2024 | Dennis von Dahn                           | Jenny Kruseborn                              | Jan-Eric Antonsson Dennis von Dahn                                   | Linda Häggman Christine Ingvarsson                           | Dennis von Dahn Hanna Olsson                                  |

## Titelträger der O45
| Saison    | Herreneinzel                         | Dameneinzel               | Herrendoppel                                                          | Damendoppel                                                  | Mixed                                                          |
| --------- | ------------------------------------ | ------------------------- | --------------------------------------------------------------------- | ------------------------------------------------------------ | -------------------------------------------------------------- |
| 1941/1942 | Gösta Olsson (BK 33 Malmö)           | nicht ausgetragen         | Flamstad (BK 33 Malmö) Gösta Olsson (BK 33 Malmö)                     | nicht ausgetragen                                            | nicht ausgetragen                                              |
| 1942/1943 | Sture Eriksson (BK Eken)             | nicht ausgetragen         | Ehn (Stockholms Badmintonklubb) Sture Eriksson (BK Eken)              | nicht ausgetragen                                            | nicht ausgetragen                                              |
| 1943/1944 | Sture Eriksson (BK Eken)             | nicht ausgetragen         | Lundgren (Malmö BK) Thagg (Malmö BK)                                  | nicht ausgetragen                                            | nicht ausgetragen                                              |
| 1944/1945 | Sture Eriksson (BK Eken)             | nicht ausgetragen         | Karyd (Malmö BK) Sjögren (Malmö BK)                                   | nicht ausgetragen                                            | nicht ausgetragen                                              |
| 1945/1946 | Bele Nordin (ÖIS)                    | nicht ausgetragen         | Karyd (Malmö BK) Sjögren (Malmö BK)                                   | nicht ausgetragen                                            | nicht ausgetragen                                              |
| 1946/1947 | Bele Nordin (ÖIS)                    | nicht ausgetragen         | Karyd (Malmö BK) Sjögren (Malmö BK)                                   | nicht ausgetragen                                            | nicht ausgetragen                                              |
| 1947/1948 | Harry Börjesson (Göteborgs BK)       | nicht ausgetragen         | Harry Börjesson (Göteborgs BK) Sigvard Husberg (Göteborgs BK)         | nicht ausgetragen                                            | nicht ausgetragen                                              |
| 1948/1949 | Sigvard Husberg (Göteborgs BK)       | nicht ausgetragen         | Harry Börjesson (Göteborgs BK) Sigvard Husberg (Göteborgs BK)         | nicht ausgetragen                                            | nicht ausgetragen                                              |
| 1949/1950 | Sigvard Husberg (Göteborgs BK)       | nicht ausgetragen         | Harry Börjesson (Göteborgs BK) Sigvard Husberg (Göteborgs BK)         | nicht ausgetragen                                            | nicht ausgetragen                                              |
| 1950/1951 | Sigvard Husberg (Göteborgs BK)       | nicht ausgetragen         | Harry Börjesson (Göteborgs BK) Sigvard Husberg (Göteborgs BK)         | nicht ausgetragen                                            | nicht ausgetragen                                              |
| 1951/1952 | Rolf Lorentzon (Borås BK)            | nicht ausgetragen         | Johansson (Borås BK) Lorentzon (Borås BK)                             | nicht ausgetragen                                            | nicht ausgetragen                                              |
| 1952/1953 | Hasse Pettersson (Malmö FF)          | nicht ausgetragen         | Bertil Jönsson (Malmö FF) Hasse Pettersson (Malmö FF)                 | nicht ausgetragen                                            | nicht ausgetragen                                              |
| 1953/1954 | Bertil Jönsson (Malmö FF)            | nicht ausgetragen         | Hans Persson (Malmö FF) Persson (Malmö FF)                            | nicht ausgetragen                                            | nicht ausgetragen                                              |
| 1954/1955 | Bertil Jönsson (Malmö FF)            | nicht ausgetragen         | Hansson (Lunds BF) Holmström (BMK Aura)                               | nicht ausgetragen                                            | nicht ausgetragen                                              |
| 1955/1956 | Bertil Jönsson (Malmö FF)            | nicht ausgetragen         | Bertil Jönsson (Malmö FF) Sjöberg (Malmö FF)                          | nicht ausgetragen                                            | nicht ausgetragen                                              |
| 1957/1984 | nicht ausgetragen                    | nicht ausgetragen         | nicht ausgetragen                                                     | nicht ausgetragen                                            | nicht ausgetragen                                              |
| 1985/1986 | nicht ausgetragen                    | Birgit Hansson (Malmö BK) | nicht ausgetragen                                                     | nicht ausgetragen                                            | nicht ausgetragen                                              |
| 1986/1987 | Bertil Lindgren (Enighet)            | nicht ausgetragen         | nicht ausgetragen                                                     | nicht ausgetragen                                            | nicht ausgetragen                                              |
| 1987/1988 | Hans Persson (Trollhättan)           | Jytte Eriksen (Nyköping)  | nicht ausgetragen                                                     | nicht ausgetragen                                            | nicht ausgetragen                                              |
| 1988/1989 | Lars Letterholt (BK Fjäderbollen)    | Jytte Eriksen (Nyköping)  | nicht ausgetragen                                                     | nicht ausgetragen                                            | nicht ausgetragen                                              |
| 1989/1990 | Hans Olsson (BK Falkenberg)          | nicht ausgetragen         | Bengt-Göran Bengtsson (Falkenbergs BMK) Hans Olsson (Falkenbergs BMK) | nicht ausgetragen                                            | nicht ausgetragen                                              |
| 1990/1991 | Torsten Bergmark (Uppsala Gamla BMK) | nicht ausgetragen         | Bengt-Göran Bengtsson (Falkenbergs BMK) Hans Olsson (Falkenbergs BMK) | nicht ausgetragen                                            | nicht ausgetragen                                              |
| 1991/1992 | Erling Andersson (Tranås BMK)        | nicht ausgetragen         | Bengt-Göran Bengtsson (Falkenbergs BMK) Hans Olsson (Falkenbergs BMK) | nicht ausgetragen                                            | nicht ausgetragen                                              |
| 1992/1993 | Hans Olsson (BK Falkenberg)          | nicht ausgetragen         | Erling Andersson (Tranås BMK) Börje Bäck (Wätterstad)                 | nicht ausgetragen                                            | nicht ausgetragen                                              |
| 1993/1994 | Stig Eriksson (Tranan)               | nicht ausgetragen         | Erling Andersson (Tranås BMK) Börje Bäck (Wätterstad)                 | nicht ausgetragen                                            | nicht ausgetragen                                              |
| 1994/1995 | Bo Wengberg (LUGI)                   | nicht ausgetragen         | Erling Andersson (Tranås BMK) Carl Enström (VUGI)                     | nicht ausgetragen                                            | nicht ausgetragen                                              |
| 1995/1996 | Bo Wengberg (LUGI)                   | nicht ausgetragen         | Erling Andersson (Tranås BMK) Carl Enström (VUGI)                     | nicht ausgetragen                                            | nicht ausgetragen                                              |
| 1996/1997 | Carl Enström (Växjö)                 | Liselotte Wengberg (LUGI) | Göran Boström (IFK Lidingö) Lennart Söderqvist (IFK Lidingö)          | Kathryn Gärtner (IFK Lidingö) Carina Kruseborn (IFK Lidingö) | nicht ausgetragen                                              |
| 1997/1998 | Sören Mohlin (IFK Lidingö)           | Liselotte Wengberg (LUGI) | Bo Wengberg (LUGI) Lars Wengberg (BMK Aura)                           | A.-C. Freding (Öresten) Marie Lundqvist (Öresten)            | Bo Wengberg (LUGI) Lotten Wengberg (LUGI)                      |
| 1998/1999 | Sören Mohlin (IFK Lidingö)           | Liselotte Wengberg (LUGI) | Sven-Ove Kellermalm (Täby BMF) Björn Pettersson (Täby BMF)            | Kathryn Gärtner (IFK Lidingö) Carina Kruseborn (IFK Lidingö) | Sören Mohlin (IFK Lidingö) Kathryn Gärtner (IFK Lidingö)       |
| 1999/2000 | Sven-Ove Kellermalm (Täby BMF)       | nicht ausgetragen         | nicht ausgetragen                                                     | nicht ausgetragen                                            | nicht ausgetragen                                              |
| 2000/2001 | Sven Kellermalm (Täby BMF)           | nicht ausgetragen         | Christer Forsgren (BMK Carlton) Sören Mohlin (IFK Lidingö)            | Kathryn Gärtner (IFK Lidingö) Carina Kruseborn (IFK Lidingö) | Lars Winnberg (Ullevi BMK) Ewa Carlander (Ullevi BMK)          |
| 2001/2002 | Sven Kellermalm (Täby BMF)           | nicht ausgetragen         | Christer Forsgren (BMK Carlton) Sören Mohlin (IFK Lidingö)            | nicht ausgetragen                                            | nicht ausgetragen                                              |
| 2002/2003 | Christer Forsgren (BMK Carlton)      | nicht ausgetragen         | Hans Duvinger (Varbergs BMK) Magnus Ericsson (BK Falkenberg)          | nicht ausgetragen                                            | Stefan Öberg (BK Fjäderbollen) Gunnel Bengtsson (IK Wega)      |
| 2003/2004 | Christer Forsgren (BMK Carlton)      | nicht ausgetragen         | Thomas Angarth (Täby BMF) Sven Kellermalm (Täby BMF)                  | nicht ausgetragen                                            | nicht ausgetragen                                              |
| 2004/2005 | Kent Arnesson (Borlänge)             | nicht ausgetragen         | Hans Duvinger Magnus Ericsson (Varberg)                               | Gunnel Bengtsson (IK Wega) Ewa Carlander (Ullevi)            | Hans Duvinger (Varbergs BMK) Carina Kruseborn (IFK Lidingö)    |
| 2005/2006 | Kjell Almgren (IFK Lidingö)          | nicht ausgetragen         | nicht ausgetragen                                                     | nicht ausgetragen                                            | Magnus Ericson (Varbergs BMK) Kerstin Kristoffersson (IK Wega) |
| 2006/2007 | Kjell Almgren (IFK Lidingö)          | nicht ausgetragen         | Lars-Anders Gillenbjörk (Jokkmokk) Hans Duvinger (Varbergs BMK)       | nicht ausgetragen                                            | nicht ausgetragen                                              |
| 2007/2008 | Kjell Almgren (IFK Lidingö)          | nicht ausgetragen         | Olof Åslund (Uppsala KFUM) Mats Gustafsson (Uppsala Vintage)          | nicht ausgetragen                                            | nicht ausgetragen                                              |
| 2008/2009 | Magnus Nytell                        | nicht ausgetragen         | Magnus Nytell Olof Åslund                                             | Jeanette Sandström Kerstin Kristoffersson                    | Mikael Glenmark Kerstin Kristoffersson                         |
| 2009/2010 | Stefan Sjöö                          | nicht ausgetragen         | Magnus Nytell Olof Åslund                                             | nicht ausgetragen                                            | Magnus Nytell Sabine Areskär                                   |
| 2010/2011 | Stefan Sjöö                          | nicht ausgetragen         | Stefan Sjöö Erik Söderberg                                            | nicht ausgetragen                                            | Magnus Nytell Sabine Areskär                                   |
| 2011/2012 | Thomas Ågren                         | Anki Gunners              | Per Lindau Erik Söderberg                                             | nicht ausgetragen                                            | Pär Lindau Anki Gunners                                        |
| 2012/2013 | Milan Duvsund                        | Lillian Druve             | Erik Söderberg Gunnar Söderberg                                       | Annelie Druve Lillian Druve                                  | Magnus Nytell Ulrika Hellman                                   |
| 2013/2014 | Milan Duvsund                        | Tanja Karlsson            | Milan Duvsund Joakim Nordgren                                         | Anette Asp Christina Lindgren                                | Magnus Nytell Ulrika Hellman                                   |
| 2014/2015 | Stefan Grahn                         | Ann-Charlotte Ryrman      | Erik Söderberg Gunnar Söderberg                                       | Ulrika Hellman Tanja Karlsson                                | Magnus Nytell Ulrika Hellman                                   |
| 2015/2016 | Joakim Nordgren                      | Ann-Charlotte Ryrman      | Stefan Edvardsson Anders Fischer                                      | Ulrika Hellman Tanja Karlsson                                | Erik Söderberg Ulrika Hellman                                  |
| 2016/2017 | Ulf Svensson                         | Lotten Nilsson            | Stefan Edvardsson Mikael Nilsson                                      | Lotten Nilsson Ann-Charlotte Ryrman                          | Milan Duvsund Ann-Charlotte Ryrman                             |
| 2017/2018 | Ulf Svensson                         | Maria Jönsson             | Stefan Edvardsson Mikael Nilsson                                      | Anki Gunners Tanja Karlsson                                  | Erik Söderberg Astrid Crabo                                    |
| 2018/2019 | Ulf Svensson                         | Ann-Charlotte Ryrman      | Stefan Edvardsson Joacim Fellenius                                    | Terese Caldeström Ann-Charlotte Ryrman                       | Stefan Grahn Ann-Charlotte Ryrman                              |
| 2019/2020 | nicht ausgetragen                    | nicht ausgetragen         | nicht ausgetragen                                                     | nicht ausgetragen                                            | nicht ausgetragen                                              |
| 2020/2021 | Carl Johan Martin Blom               | nicht ausgetragen         | John Hård Jens Melkeraaen                                             | nicht ausgetragen                                            | John Hård Sara König Eriksson                                  |
| 2021/2022 | Fredrik Du Hane                      | Anneli Anbelin            | Fredrik Du Hane Joacim Fellenius                                      | Terese Caldeström Tanja Karlsson                             | Patrik Björkler Terese Caldeström                              |
| 2022/2023 | Fredrik Du Hane                      | Anna Stenmark             | John Hård Jens Melkeraaen                                             | Terese Caldeström Marina Kårström                            | Björn Sidfalk Dora Harfman Bromée                              |
| 2023/2024 | Fredrik Du Hane                      | Anna Stenmark             | Carl Johan Martin Blom Fredrik Du Hane                                | nicht ausgetragen                                            | Björn Sidfalk Dora Harfman Bromée                              |

## Titelträger der O50
| Saison    | Herreneinzel                   | Dameneinzel               | Herrendoppel                                                      | Damendoppel                                                  | Mixed                                         |
| --------- | ------------------------------ | ------------------------- | ----------------------------------------------------------------- | ------------------------------------------------------------ | --------------------------------------------- |
| 1999/2000 | Stig Eriksson (Tranan)         | nicht ausgetragen         | Roland Kärvestad (BK Fjäderbollen) Lars Jedvall (BK Fjäderbollen) | nicht ausgetragen                                            | nicht ausgetragen                             |
| 2000/2001 | Perry Pettersson (Köpings BMK) | Liselotte Wengberg (LUGI) | Roland Kärvestad (BK Fjäderbollen) Lars Jedvall (BK Fjäderbollen) | nicht ausgetragen                                            | nicht ausgetragen                             |
| 2001/2002 | Stig Eriksson (Tranan)         | nicht ausgetragen         | Erling Andersson (Tranås BMK) Anders Johansson (Tranås BMK)       | nicht ausgetragen                                            | nicht ausgetragen                             |
| 2002/2003 | Lars Åberg (Södertälje)        | Liselotte Wengberg (LUGI) | Erling Andersson (Tranås BMK) Anders Johansson (Tranås BMK)       | Kathryn Gärtner (IFK Lidingö) Carina Kruseborn (IFK Lidingö) | Lars Winnberg (Ullevi) Ewa Carlander (Ullevi) |
| 2003/2004 | Sven Kellermalm (Täby BMF)     | Liselotte Wengberg (LUGI) | Erling Andersson (Tranås BMK) Anders Johansson (Tranås BMK)       | nicht ausgetragen                                            | nicht ausgetragen                             |
| 2004/2005 | Håkan Larsson                  | nicht ausgetragen         | Jan Larsson Håkan Larsson                                         | nicht ausgetragen                                            | Stefan Öberg Gunnel Bengtsson                 |
| 2005/2006 | Christer Forsgren              | nicht ausgetragen         | Sören Mohlin Christer Forsgren                                    | Ewa Carlander Gunnel Bengtsson                               | Curt Ingedahl Kathryn Gärtner                 |
| 2006/2007 | Peter Brandt                   | nicht ausgetragen         | Thomas Angarth Sven Kellermalm                                    | Gunnel Bengtsson Ewa Carlander                               | Peter Brandt Carina Kruseborn                 |
| 2007/2008 | Christer Forsgren              | Liselotte Wengberg        | Lennart Strömberg Peter Brandt                                    | Carina Kruseborn Kathryn Gärtner                             | Björn Wigardt Gunnel Bengtsson                |
| 2008/2009 | Christer Forsgren              | nicht ausgetragen         | Björn Wigardt Christer Forsgren                                   | nicht ausgetragen                                            | nicht ausgetragen                             |
| 2009/2010 | Christer Forsgren              | nicht ausgetragen         | Christer Forsgren Magnus Ericson                                  | Ewa Carlander Gunnel Bengtsson                               | Lars Winnberg Gunnel Bengtsson                |
| 2010/2011 | Per-Åke Areskär                | nicht ausgetragen         | Hans Duvinger Magnus Ericsson                                     | Kerstin Kristoffersson Jeanette Sandström                    | Per-Åke Areskär Jeanette Sandström            |
| 2011/2012 | Per-Åke Areskär                | nicht ausgetragen         | Hans Duvinger Magnus Ericsson                                     | nicht ausgetragen                                            | Per-Åke Areskär Jeanette Sandström            |
| 2012/2013 | Kjell Almgren                  | nicht ausgetragen         | Kjell Almgren Per Areskär                                         | nicht ausgetragen                                            | nicht ausgetragen                             |
| 2013/2014 | Magnus Nytell                  | nicht ausgetragen         | Olof Åslund Magnus Nytell                                         | nicht ausgetragen                                            | Per Areskär Jeanette Sandström                |
| 2014/2015 | Magnus Nytell                  | nicht ausgetragen         | Olov Åslund Magnus Nytell                                         | nicht ausgetragen                                            | Magnus Ericsson Kerstin Kristoffersson        |
| 2015/2016 | Erik Söderberg                 | Åsa Björkman              | Mats Gustafsson Erik Söderberg                                    | nicht ausgetragen                                            | nicht ausgetragen                             |
| 2016/2017 | Stefan Grahn                   | Doris Levin               | Erik Söderberg Gunnar Söderberg                                   | nicht ausgetragen                                            | Stefan Grahn Åsa Strindlund                   |
| 2017/2018 | Stefan Grahn                   | Tanja Karlsson            | Erik Ferenius Magnus Nytell                                       | nicht ausgetragen                                            | Magnus Nytell Tanja Karlsson                  |
| 2018/2019 | Joakim Nordgren                | Christina Lindgren        | Nils Carlson Bengt Mellquist                                      | nicht ausgetragen                                            | Håkan Nilsson Anne-Marie Wellendorph          |
| 2019/2020 | nicht ausgetragen              | nicht ausgetragen         | nicht ausgetragen                                                 | nicht ausgetragen                                            | nicht ausgetragen                             |
| 2020/2021 | Stefan Edvardsson              | Lena Janson               | Stefan Edvardsson Joakim Nordgren                                 | Anki Gunners Ausriné Sundell                                 | Stefan Grahn Ann-Charlotte Ryrman             |
| 2021/2022 | Mikael Nilsson                 | Ann-Charlotte Ryrman      | Stefan Edvardsson Stefan Grahn                                    | Anki Gunners Marina Kårström                                 | Erik Ferenius Marina Kårström                 |
| 2022/2023 | Ulf Svenson                    | Ulla Jark                 | Mikael Nilsson Ulf Svenson                                        | Anki Gunners Ausriné Sundell                                 | Erik Ferenius Marina Kårström                 |
| 2023/2024 | Carl Johan Martin Blom         | Lena Ericson              | Mikael Nilsson Ulf Svenson                                        | Terese Caldeström Dora Harfman Bromée                        | Jan-Eric Antonsson Astrid Crabo               |

## Titelträger der O55
| Saison    | Herreneinzel         | Dameneinzel        | Herrendoppel                      | Damendoppel                               | Mixed                                  |
| --------- | -------------------- | ------------------ | --------------------------------- | ----------------------------------------- | -------------------------------------- |
| 2005/2006 | Anders Lindström     | Liselotte Wengberg | Anders Johansson Erling Andersson | nicht ausgetragen                         | nicht ausgetragen                      |
| 2006/2007 | Roberth Persson      | Liselotte Wengberg | Bengt Fröman Göran Boström        | nicht ausgetragen                         | nicht ausgetragen                      |
| 2007/2008 | Magnus Johannesson   | nicht ausgetragen  | Stefan Öberg Sören Mohlin         | nicht ausgetragen                         | Stefan Öberg Ewa Carlander             |
| 2008/2009 | Lars Åberg           | nicht ausgetragen  | Lars Åberg Lars Winnberg          | nicht ausgetragen                         | nicht ausgetragen                      |
| 2009/2010 | Lars Åberg           | nicht ausgetragen  | Lars Åberg Sören Mohlin           | nicht ausgetragen                         | nicht ausgetragen                      |
| 2010/2011 | Christer Forsgren    | nicht ausgetragen  | Christer Forsgren Curt Ingedahl   | nicht ausgetragen                         | Lennart Strömberg Gunnel Bengtsson     |
| 2011/2012 | Mats-Lennart Hansson | nicht ausgetragen  | Peter Brandt Lennart Strömberg    | nicht ausgetragen                         | nicht ausgetragen                      |
| 2012/2013 | Johan Widoff         | nicht ausgetragen  | Hans Duvinger Magnus Ericsson     | nicht ausgetragen                         | nicht ausgetragen                      |
| 2013/2014 | Mats-Lennart Hansson | nicht ausgetragen  | Hans Duvinger Magnus Ericsson     | Gunnel Bengtsson Ewa Carlander            | nicht ausgetragen                      |
| 2014/2015 | Christer Forsgren    | nicht ausgetragen  | Tomas Carlsson Magnus Ericsson    | Ewa Carlander Kathryn Gärtner             | nicht ausgetragen                      |
| 2015/2016 | Bengt Mellquist      | nicht ausgetragen  | Peter Brandt Bengt Mellquist      | nicht ausgetragen                         | Magnus Ericsson Kerstin Kristoffersson |
| 2016/2017 | Bengt Mellquist      | nicht ausgetragen  | Magnus Ericsson Kent Krants       | nicht ausgetragen                         | Stefan Grahn Åsa Strindlund            |
| 2017/2018 | Bengt Mellquist      | nicht ausgetragen  | Lennart Berglind Sane Enqvist     | nicht ausgetragen                         | Bengt Mellquist Kerstin Kristoffersson |
| 2018/2019 | Magnus Nytell        | nicht ausgetragen  | Nils Carlson Bengt Mellquist      | nicht ausgetragen                         | Bengt Mellquist Kerstin Kristoffersson |
| 2019/2020 | nicht ausgetragen    | nicht ausgetragen  | nicht ausgetragen                 | nicht ausgetragen                         | nicht ausgetragen                      |
| 2020/2021 | Magnus Nytell        | nicht ausgetragen  | Michel Bachtiar Pierre Eriksson   | nicht ausgetragen                         | nicht ausgetragen                      |
| 2021/2022 | Stefan Grahn         | Doris Levin        | Erik Söderberg Gunnar Söderberg   | Kerstin Kristoffersson Jeanette Sandström | Pär Lindau Anki Gunners                |
| 2022/2023 | Jan-Eric Antonsson   | Doris Levin        | Erik Ferenius Magnus Nytell       | Kerstin Kristoffersson Jeanette Sandström | Pär Lindau Anki Gunners                |
| 2023/2024 | Erik Ferenius        | Lotten Nilsson     | Erik Ferenius Stefan Grahn        | nicht ausgetragen                         | Stefan Grahn Lotten Nilsson            |

## Titelträger der O60
| Saison    | Herreneinzel       | Dameneinzel        | Herrendoppel                        | Damendoppel                               | Mixed                                  |
| --------- | ------------------ | ------------------ | ----------------------------------- | ----------------------------------------- | -------------------------------------- |
| 2007/2008 | Anders Lindström   | nicht ausgetragen  | nicht ausgetragen                   | nicht ausgetragen                         | nicht ausgetragen                      |
| 2008/2009 | Stig Eriksson      | nicht ausgetragen  | Stig Eriksson Robert Persson        | nicht ausgetragen                         | nicht ausgetragen                      |
| 2009/2010 | Per-Arnold Höij    | nicht ausgetragen  | Lars Jedvall Roland Kärvestad       | nicht ausgetragen                         | nicht ausgetragen                      |
| 2010/2011 | Anders Lindström   | Liselotte Wengberg | Lars Jedvall Roland Kärvestad       | nicht ausgetragen                         | nicht ausgetragen                      |
| 2011/2012 | Per-Arnold Höij    | nicht ausgetragen  | Roland Kärvestad Gösta Söderkvist   | nicht ausgetragen                         | nicht ausgetragen                      |
| 2012/2013 | Curt Ingedahl      | nicht ausgetragen  | Curt Ingedahl Sören Mohlin          | nicht ausgetragen                         | nicht ausgetragen                      |
| 2013/2014 | Bert Bender        | nicht ausgetragen  | Bert Bender Roland Kärvestad        | nicht ausgetragen                         | Lars Winnberg Ewa Carlander            |
| 2014/2015 | Håkan Larsson      | nicht ausgetragen  | Bert Bender Björn Wigardt           | nicht ausgetragen                         | Curt Ingedahl Gunnel Bengtsson         |
| 2015/2016 | Christer Forsgren  | nicht ausgetragen  | Christer Forsgren Cheddi Liljeström | nicht ausgetragen                         | nicht ausgetragen                      |
| 2016/2017 | Cheddi Liljeström  | Lotten Wengberg    | Olof Andersson Håkan Larsson        | Ewa Carlander Kathryn Gärtner             | Cheddi Liljeström Carina Kruseborn     |
| 2017/2018 | Johan Widoff       | Lotten Wengberg    | Huns Duvinger Magnus Ericsson       | nicht ausgetragen                         | Magnus Ericsson Ewa Carlander          |
| 2018/2019 | Johan Widoff       | Lotten Wengberg    | Mats Gustafsson Tony Gustafsson     | nicht ausgetragen                         | nicht ausgetragen                      |
| 2019/2020 | nicht ausgetragen  | nicht ausgetragen  | nicht ausgetragen                   | nicht ausgetragen                         | nicht ausgetragen                      |
| 2020/2021 | Bengt Mellquist    | nicht ausgetragen  | Bengt Mellquist Magnus Ericsson     | nicht ausgetragen                         | Per Areskär Jeanette Sandström         |
| 2021/2022 | Jan-Eric Antonsson | nicht ausgetragen  | Per Areskär Sane Enqvist            | nicht ausgetragen                         | Magnus Ericsson Kerstin Kristoffersson |
| 2022/2023 | Per Areskär        | nicht ausgetragen  | Per Areskär Sane Enqvist            | nicht ausgetragen                         | Magnus Ericsson Kerstin Kristoffersson |
| 2023/2024 | Jan-Eric Antonsson | nicht ausgetragen  | Per Areskär Nils Carlson            | Jeanette Sandström Kerstin Kristoffersson | Sane Enqvist Kerstin Kristoffersson    |

## Titelträger der O65
| Saison    | Herreneinzel      | Dameneinzel       | Herrendoppel                        | Damendoppel                      | Mixed                             |
| --------- | ----------------- | ----------------- | ----------------------------------- | -------------------------------- | --------------------------------- |
| 2013/2014 | Per-Arnold Höij   | nicht ausgetragen | Robert Persson Anders Lindström     | nicht ausgetragen                | nicht ausgetragen                 |
| 2014/2015 | Stefan Ohrås      | nicht ausgetragen | Lars Jedvall Roland Kärvestad       | nicht ausgetragen                | nicht ausgetragen                 |
| 2015/2016 | Benny Josgård     | nicht ausgetragen | Roland Kärvestad Gösta Söderkvist   | nicht ausgetragen                | nicht ausgetragen                 |
| 2016/2017 | Stefan Ohrås      | Lotten Wengberg   | Benny Josgård Stefan Ohrås          | Ewa Carlander Kathryn Gärtner    | Stefan Ohrås Kathryn Gärtner      |
| 2017/2018 | Stefan Ohrås      | nicht ausgetragen | Benny Josgård Stefan Ohrås          | Carina Kruseborn Kathryn Gärtner | Stefan Ohrås Kathryn Gärtner      |
| 2018/2019 | Stefan Ohrås      | nicht ausgetragen | Curt Ingedahl Bengt Randström       | Ewa Carlander Kathryn Gärtner    | Stefan Ohrås Kathryn Gärtner      |
| 2019/2020 | nicht ausgetragen | nicht ausgetragen | nicht ausgetragen                   | nicht ausgetragen                | nicht ausgetragen                 |
| 2020/2021 | Cheddi Liljeström | nicht ausgetragen | Cheddi Liljeström Christer Forsgren | nicht ausgetragen                | nicht ausgetragen                 |
| 2021/2022 | Johan Widoff      | nicht ausgetragen | Johan Widoff Peter Brandt           | nicht ausgetragen                | nicht ausgetragen                 |
| 2022/2023 | Cheddi Liljeström | nicht ausgetragen | Bengt Åberg Magnus Ericsson         | nicht ausgetragen                | Cheddi Liljeström Lotten Wengberg |
| 2023/2024 | Cheddi Liljeström | nicht ausgetragen | Mats Gustafsson Tony Gustafsson     | nicht ausgetragen                | nicht ausgetragen                 |

## Titelträger der O70
| Saison    | Herreneinzel      | Dameneinzel       | Herrendoppel                       | Damendoppel                           | Mixed                           |
| --------- | ----------------- | ----------------- | ---------------------------------- | ------------------------------------- | ------------------------------- |
| 2015/2016 | Alvar Olsson      | nicht ausgetragen | Denis Bengtsson Jari Olson         | nicht ausgetragen                     | nicht ausgetragen               |
| 2016/2017 | Bertil Forslund   | nicht ausgetragen | Svend Södergaard Lars Winberg      | nicht ausgetragen                     | nicht ausgetragen               |
| 2017/2018 | Alvar Olsson      | nicht ausgetragen | Bertil Forslund Svante Sandegård   | nicht ausgetragen                     | nicht ausgetragen               |
| 2018/2019 | Lars-Olov Olsson  | nicht ausgetragen | Per-Arnold Höij Wolfgang Schneider | nicht ausgetragen                     | nicht ausgetragen               |
| 2019/2020 | nicht ausgetragen | nicht ausgetragen | nicht ausgetragen                  | nicht ausgetragen                     | nicht ausgetragen               |
| 2020/2021 | Stefan Ohrås      | Lotten Wengberg   | Stefan Ohrås Lars Jedvall          | Britt-Marie Gawell Gabriele Johansson | Stefan Ohrås Gabriele Johansson |
| 2021/2022 | Stefan Ohrås      | nicht ausgetragen | Stefan Ohrås Lars Jedvall          | Ewa Carlander Kathryn Gärtner         | Stefan Ohrås Gabriele Johansson |
| 2022/2023 | Stefan Ohrås      | nicht ausgetragen | Stefan Ohrås Curt Ingedahl         | Lotten Wengberg Gabriele Johansson    | Stefan Ohrås Gabriele Johansson |
| 2023/2024 | Stefan Ohrås      | nicht ausgetragen | Bert Bender Bo Christer Bertilson  | Carina Kruseborn Helena Sund          | Stefan Ohrås Gabriele Johansson |

## Titelträger der O75
| Saison    | Herreneinzel      | Dameneinzel       | Herrendoppel                      | Damendoppel       | Mixed             |
| --------- | ----------------- | ----------------- | --------------------------------- | ----------------- | ----------------- |
| 2017/2018 | Denis Bengtson    | nicht ausgetragen | nicht ausgetragen                 | nicht ausgetragen | nicht ausgetragen |
| 2018/2019 | Denis Bengtson    | nicht ausgetragen | nicht ausgetragen                 | nicht ausgetragen | nicht ausgetragen |
| 2019/2020 | nicht ausgetragen | nicht ausgetragen | nicht ausgetragen                 | nicht ausgetragen | nicht ausgetragen |
| 2020/2021 | Jarl Olson        | nicht ausgetragen | nicht ausgetragen                 | nicht ausgetragen | nicht ausgetragen |
| 2021/2022 | Bertil Forslund   | nicht ausgetragen | nicht ausgetragen                 | nicht ausgetragen | nicht ausgetragen |
| 2022/2023 | Lennart Forsberg  | nicht ausgetragen | Lennart Forsberg Reidar Hjälmered | nicht ausgetragen | nicht ausgetragen |
| 2023/2024 | Per-Arnold Höij   | nicht ausgetragen | Lennart Forsberg Reidar Hjälmered | nicht ausgetragen | nicht ausgetragen |